# Paraliochthonius cavalensis
Espèce
Paraliochthonius cavalensis est une espèce de pseudoscorpions de la famille des Chthoniidae.

## Distribution
Cette espèce est endémique de Madère au Portugal. Elle se rencontre dans les grottes Grutas do Cavalum.

## Description
La femelle holotype mesure 1,76 mm.

## Étymologie
Son nom d'espèce, composé de caval[um] et du suffixe latin -ensis, « qui vit dans, qui habite », lui a été donné en référence au lieu de sa découverte, les grottes Grutas do Cavalum.

## Publication originale
- Zaragoza, Aguin-Pombo & Nunes, 2004 : Paraliochthonius cavalensis, a new cave-dwelling species from Madeira (Arachnida, Pseudoscorpiones, Chthoniidae). Revista Iberica de Aracnologia, vol. 9, p. 343-351 (texte intégral).